# 全米防火協会
全米防火協会（ぜんべいぼうかきょうかい、英語: National Fire Protection Association (NFPA)）とは、アメリカ合衆国を拠点とした防火に関する国際的な非営利組織。 2018年現在、防火に関する300以上の規格を有する。

## 概要
火災や電気等に関連する危険性による死亡、傷害、財産および経済的損失を排除することを目的とした組織。
アメリカには、日本の消防法のように連邦法として建築物等の防火安全を定めた直接的な法律は無く、建築物等の防火安全に関する規制は、州毎に権限が委ねられている。そのため防火安全に関する規制は各州にて制定された建築法や消防法によって規定されているが、それらの法律は民間機関によって作成された基準や規格に基づいている。各州の法律の根拠として広く採用されている基準のひとつに国際基準評議会（International Code Council、ICC）が策定した建築物の防火を規制する主な基準、国際建築基準（International Building Code、IBC）と国際防火基準（International Fire Code、IFC）が挙げられる。2018年5月現在、アリゾナ州、コロラド州、デラウェア州、カンザス州、ネバダ州を除く46の州とアメリカ領サモア除く海外領土 が IBC を採用している。IFC については31州と3つの海外領土が採用している。
米国の防火安全基準は、民間機関によって作成された基準が州や地方の法律の中で引用および適用されていることが大きな特徴であるが、労働安全に係る防火安全規制については、米国連邦規則29条第1910労働安全衛生規則（29CFR Part1910 Occupational Safety and Health Standards、以下「OSHA 規則」という。）が連邦の規制として存在している。OSHA 規則は消防用機器の設置・性能基準を規定しているが、州によって独自の規則を制定しているケースもある。
上述したような州の防火基準に係る法律やOSHA 規則等は、消防用機器の性能仕様についての基本的な基準を定めているのみで、詳細な基準は製品安全のための別の規格によって定められている。その一つに全米防火協会の定める規格が挙げられる。その他の準拠すべき主な規格として保険業者安全試験所（Underwriters’ Laboratories,）規格、FM（Factory Mutual）規格が挙げられる。

## 歴史
協会の設立は1896年で、ボストンで開かれたスプリンクラー設備の設計や設置に係る規格の不整合に対処するための会合に端を発する。
当時、配管のサイズやスプリンクラーの設置間隔に関する異なる規格が9つ存在していた。そうした規格を統合し生まれたのが、のちのNFPA 13（Standard for the Installation of Sprinkler Systems）である。
初代会計や会長を務めた電気技師のウイリアム・ヘンリー・メリルはULの創設者である。

## 規格
規格には主に以下のようなものがある。
- NFPA 13, Standard for the Installation of Sprinkler Systems
- NFPA 30, Flammable and Combustible Liquids Code
- NFPA 70, National Electrical Code
- NFPA 70B, Recommended Practice for Electrical Equipment Maintenance
- NFPA 70E, Standard for Electrical Safety in the Workplace
- NFPA 72, National Fire Alarm and Signaling Code
- NFPA 77, Recommended Practice on Static Electricity
- NFPA 79, Electrical Standard for Industrial Machinery
- NFPA 101, Life Safety Code
- NFPA 704, Standard System for the Identification of the Hazards of Materials for Emergency Response
- NFPA 921, Guide for Fire and Explosion Investigations
- NFPA 1001, Standard for Fire Fighter Professional Qualifications
- NFPA 1123, Code for Fireworks Display
- NFPA 1600, Standard on Disaster/Emergency Management and Business Continuity/Continuity of Operations Programs
- NFPA 1670, Standard on Operations and Training for Technical Search and Rescue Incidents
- NFPA 1901, Standard for Automotive Fire Apparatus

中でもNFPA 704は通称ファイヤ・ダイヤモンドと呼ばれる表示により化学薬品の危険性を表示する規格で国際的に広く用いられている。